# Kecamatan Jatisampurna
Kecamatan Jatisampurna är ett distrikt i Indonesien.   Det ligger i provinsen Jawa Barat, i den västra delen av landet, 19 km sydost om huvudstaden Jakarta.